# Ministerstvo památkové péče
Ministerstvo památkové péče (anglicky Department of Conservation, zkráceně DOC, maorsky Te Papa Atawhai) je ústřední orgán veřejné správy Nového Zélandu, který zaštiťuje ochranu přírodních a historických památek.
Celková plocha veřejné půdy, kterou DOC spravuje, je 8 milionů hektarů (asi 30 % plochy země). Tyto plochy jsou spravovány a chráněny za účelem konzervace habitatů a z ekologických, vědeckých, historických, kulturních nebo rekreačních důvodů.